# Dieppe, Seine-Maritime

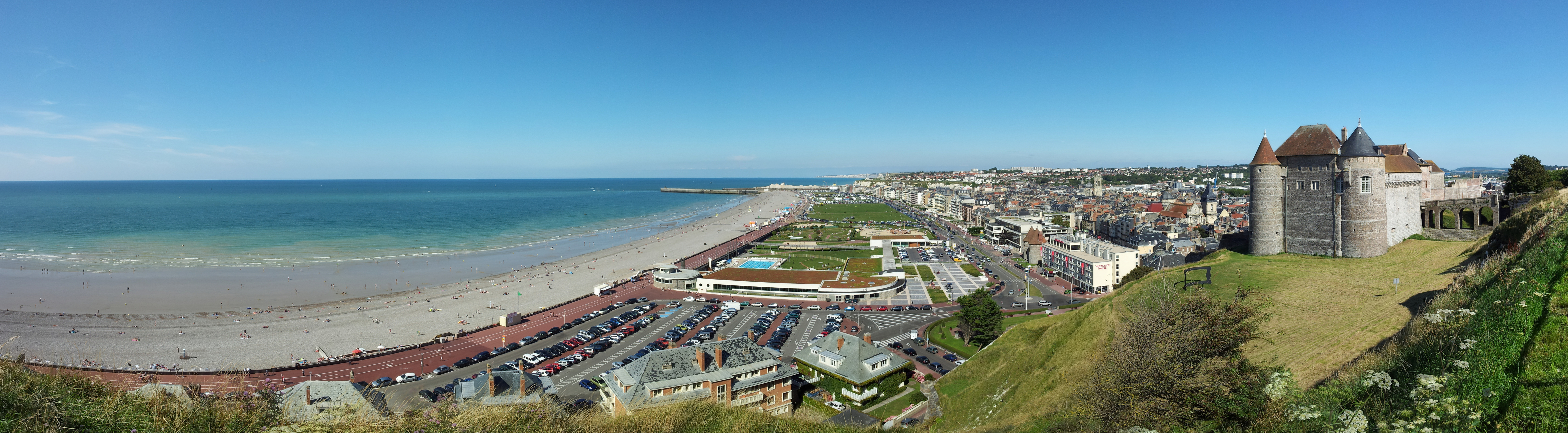
Phong cảnh tại Dieppe

Dieppe là một xã trong vùng hành chính Normandie, thuộc tỉnh Seine-Maritime, quận Dieppe, tổng Dieppe. Tọa độ địa lý của xã là 49° 55' vĩ độ bắc, 01° 05' kinh độ đông. Dieppe nằm trên độ cao trung bình là 6 mét trên mực nước biển, có điểm thấp nhất là 0 mét và điểm cao nhất là 94 mét. Xã có diện tích 11,67 km², dân số vào thời điểm 1999 là 34.653 người; mật độ dân số là 2969 người/km².

## Thông tin nhân khẩu

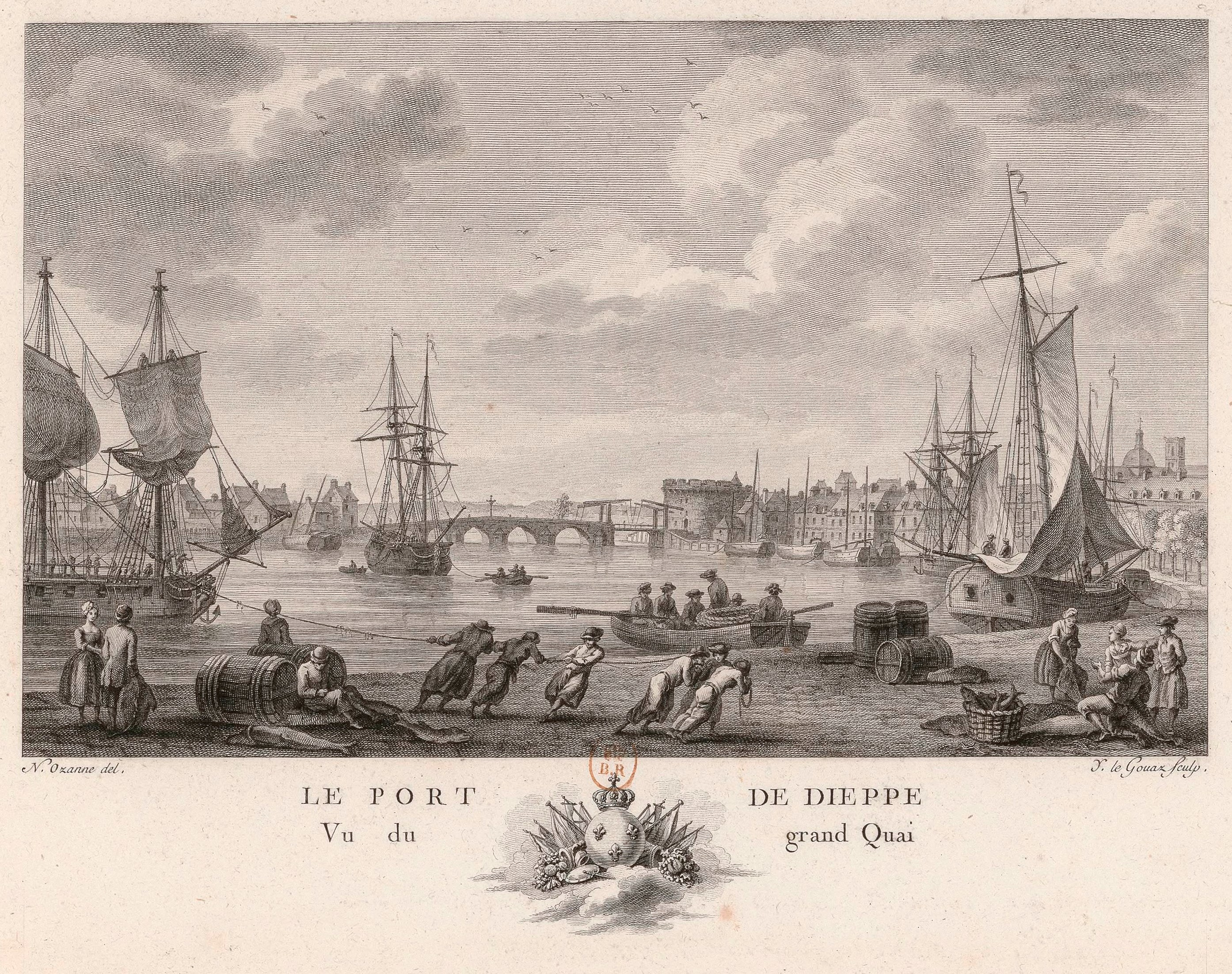
Tranh vẽ bến cảng Dieppe xưa

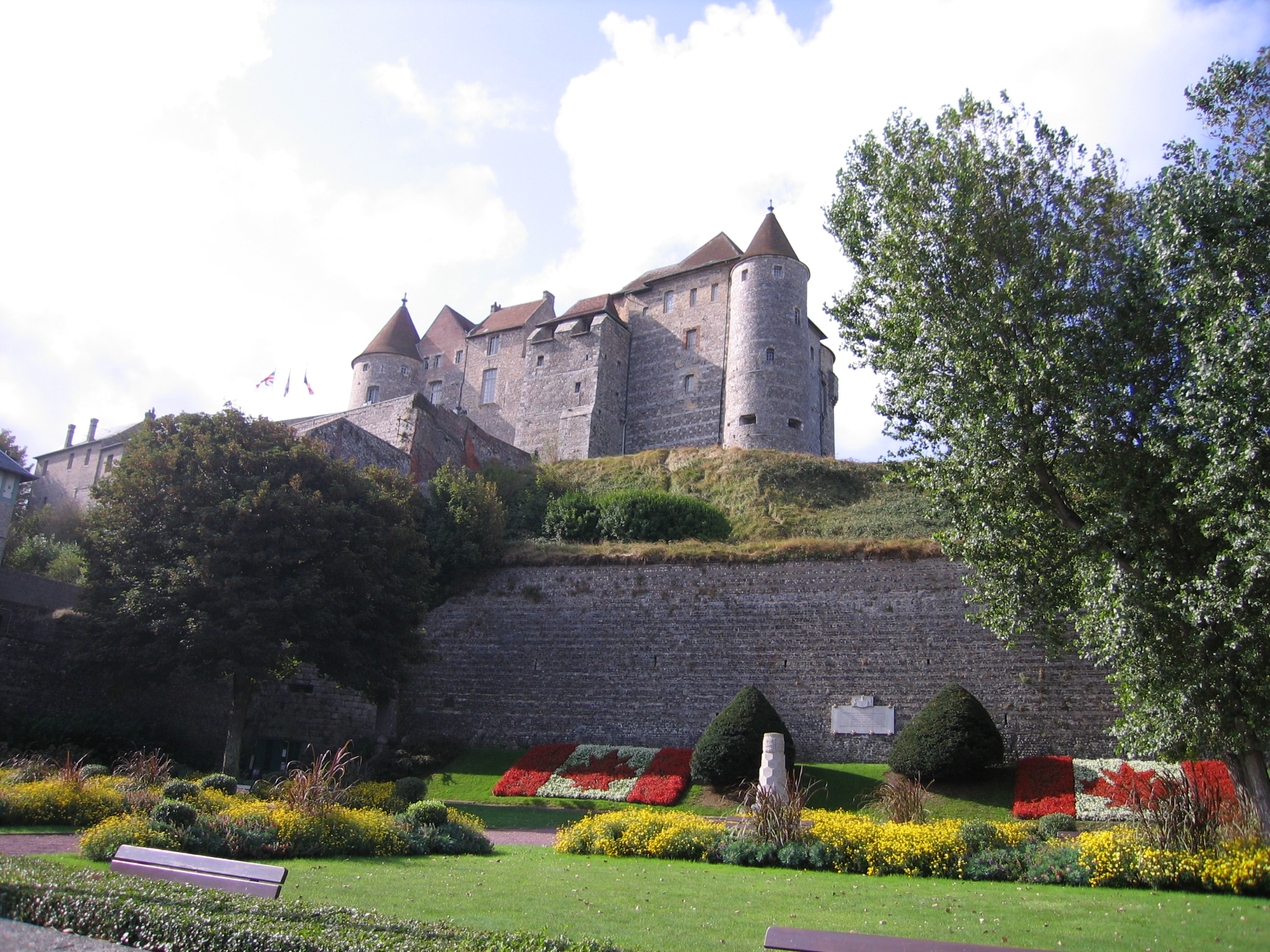
Château de Dieppe

| 1962   | 1968   | 1975   | 1982   | 1990   | 1999   |
| ------ | ------ | ------ | ------ | ------ | ------ |
| 36 736 | 39 025 | 39 466 | 35 957 | 35 894 | 34 653 |

## Các thành phố kết nghĩa
- Dieppe (New Brunswick), Canada
- Brighton, Anh

## Nhân vật nổi tiếng
- Jehan Ango
- Louis-Victor de Broglie
- Abraham Duquesne
- Pierre le Grand
- Emmanuel Petit
- Jean Rédélé